# Louis Bériot
 (juillet 2015).
Si vous disposez d'ouvrages ou d'articles de référence ou si vous connaissez des sites web de qualité traitant du thème abordé ici, merci de compléter l'article en donnant les références utiles à sa vérifiabilité et en les liant à la section « Notes et références ».
Pour les articles homonymes, voir Bériot.
Ne doit pas être confondu avec Louis Blériot.
Louis Bériot, né le 31 juillet 1939 dans le 16e arrondissement de Paris et mort le 15 avril 2019,, à Liestal, est un journaliste, écrivain, scénariste et producteur de télévision français. 
Il a dirigé la rédaction d'Antenne 2 puis les programmes de la même chaîne entre 1986 et 1989, ainsi que l'antenne de France 2 de 1994 à 1996.
Il a  publié 23 ouvrages (essais, documents, romans).

## Biographie
Né dans le 16e arrondissement de Paris, Louis Bériot est le cinquième d’une famille de neuf enfants qui ont grandi sous la houlette d’un père atypique, grand blessé de la Première Guerre mondiale, entré dans les ordres pour devenir jésuite, avant de se marier et de diriger avec fermeté et tendresse, ce qu’il appelait sa smala. Il a été honoré par son fils Louis à travers un récit autobiographique La Canne de mon père qui fut adapté par l’auteur pour la télévision. Diffusé sur France 2 en 2000, ce film a obtenu 37% de part de marché, et a ensuite été plusieurs fois rediffusé sur France 2 et France 3 et d'autres chaines.
Louis Bériot fait de courtes études, essaie une école de journalisme à Paris avant de décider de parcourir le monde.
À 18 ans il travaille à Manchester comme serveur dans un restaurant, le « Zanzibar », avant d’y devenir le maître d’hôtel. À 19 ans, il fait le tour du monde sur des cargos de la compagnie CTO, avant de retourner en France pour y accomplir son service militaire.
À 20 ans, pendant la guerre d'Algérie, il est affecté à la radio de Colomb-Béchar qu’il anime avec d’autres journalistes pendant deux ans jusqu’à sa libération en février 1962. Louis Bériot a été reporter à la RTF entre 1959 et 1962.
À son retour il est engagé à France-Soir comme reporter et affecté aux informations générales. En 1965 il est nommé chef de service, responsable des rubriques de la Défense, de l’urbanisme, de l’environnement et de l’aménagement du territoire. Il écrit aussi des chroniques pour Elle, Le Journal du dimanche et Le Nouvel Économiste.
En 1971, il crée avec Michel Péricard l’émission de télévision La France défigurée qu’il anime seul à partir de 1973 jusqu’en 1977.
En 1973 il démissionne de France-Soir en faisant jouer la clause de conscience à la suite de pressions publicitaires et rejoint France Inter où il est nommé rédacteur en chef et produit l’émission sur le consumérisme Questions pour un samedi.
En 1977, il est appelé par Jean-Pierre Elkabbach pour diriger les journaux et magazines d’informations d’Antenne 2. Il crée et anime l’émission magazine hebdomadaire Question de temps et lance le magazine quotidien C'est la vie.
Durant cette période il a une importante implication dans le domaine de l’écologie et participe à la fondation de plusieurs associations (voir fonctions associatives).
En 1981, il est écarté de ses responsabilités à Antenne 2 et devient producteur, d’abord de l’émission hebdomadaire Entre vous sur le monde associatif jusqu’en 1984, puis de l’émission historique Le Journal d'un siècle jusqu’en 1986.
À cette date il est nommé responsable des programmes d’Antenne 2 où il initie sur la chaîne le Téléthon. Parallèlement il anime sur Europe 1 une émission hebdomadaire, Passions.
Il est remercié en 1990 par la nouvelle équipe d’Antenne 2 et crée sa société de conseil en environnement. Puis il rejoint la Société Conseils et Compagnie et participe à la nouvelle émission de Jean-Pierre Elkabbach sur France 3, Repères.
En 1994, il devient directeur de l’antenne de France 2 et conseiller du président de France Télévisions.
Il est une nouvelle fois remercié en 1996 et rejoint la société Expand où il est chargé de coordonner les sociétés de fiction du groupe.
En 2001, il choisit de se consacrer uniquement à l’écriture.
Atteint d'un cancer du pancréas incurable découvert en février 2019, Louis Bériot décide de se rendre en Suisse afin de pouvoir bénéficier d'un suicide assisté.  
Louis Bériot meurt ainsi le 15 avril 2019 à Liestal, en ayant rédigé son propre avis de décès quelque temps avant : « Salut la compagnie ! Je pars sans regrets, heureux de la vie riche, exaltante et passionnante qui m’a été offerte ; insatiable curieux du voyage qui s’ouvre à moi. Comme disait Chateaubriand : « Il faut finir tôt ou tard ». Ne vous inquiétez pas, ne me pleurez pas. Riez, aimez et vivez à ma santé ».

## Œuvres littéraires

### Documents
- 1969 : L'Invasion, document sur l'espionnage économique (Albin Michel)
- 1973 : La France défigurée, avec Michel Péricard (Stock)
- 1976 : Les Pieds dans la mer..., document (J.C. Lattès)
- 1977 : 36 000 maires en procès, document (J.C. Lattès)
- 1980 : Les Pieds sur terre, document sur l'écologie et l'économie (J.C. Lattès)
- 1985 : Le Bazar de la solidarité, document sur le monde associatif (J.C. Lattès)
- 1987 : Style 85. 650 créateurs européens, avec Jean-Louis Berthet et Jean-Pierre Khalifa, catalogue du 53e Salon des artistes décorateurs - 1re exposition européenne de création, 479 p., Paris, éditions Alternatives
- 1989 : In (architecture d'intérieur), (EPA)
- 1990 : Styles, les années 90, avec Jean-Louis Berthet et Jean-Pierre Khalifa, catalogue du 55e Salon des artistes décorateurs, 432 p., Paris, éditions SAD - Syros-Alternatives, 1990
- 1991 : Le Grand Défi ou le Vieillissement des nations modernes (Olivier Orban)
- 1999 : À bas la crise, essai sur une nouvelle croissance (Plon)
- 1999 : Médiocratie française (Plon)
- 2000 : Abus de bien public (Plon)
- 2007 : Les hommes sont fous, mais la vie est belle (Cherche Midi)
- 2012 : Ces animaux qu’on assassine... (Cherche Midi)

### Romans
- 1986 : La Canne de mon père (J.C. Lattès), adapté pour la télévision
- 1988 : Sacré Paul, roman (Olivier Orban)
- 1999 : Dessine-moi un jouet (JC Lattès), adapté pour la télévision,
- 2000 : L'Enfant secret (Plon)
- 2003 : Le Magicien indien (Plon)
- 2005 : Le Frangin d'Amérique (Michalon), adapté pour la télévision
- 2008 : Un coup de foudre éternel (Cherche-Midi)
- 2014 : Saint Louis, l'aigle aux yeux de colombe (Robert Laffont)
- 2016 : Un café avec Voltaire (Allary)
- 2019 : Chateaubriand et Victor Hugo, une confrontation magistrale (Temporis)

## Œuvres télévisuelles et radiophoniques

### Productions
- 1975-1976 : Questions pour un samedi (France Inter)
- 1971-1977 : La France défigurée (Première Chaine)
- 1978-1981 : Questions de temps, C'est la vie (Antenne 2)
- 1981-1983 : Entre nous, émission sur le monde associatif (Antenne 2)
- 1984-1986 : Le Journal d'un siècle, émission historique (Antenne 2)
- 1987-1989 : Passions (Europe 1)
- 1991-1993 : Repères (France 3).

### Scénarios
- 1999 : Dessine-moi un jouet (France 2, France 3)
- 1999 : Salut la vie (France 2)
- 2000 : Un jugement sous influences, Action Justice (série France 3)
- 2001 : La Canne de mon père (France 2, France 3)
- 2003 : Un mauvais médecin, Action Justice (série), Miranda
- 2005 : Le Frangin d'Amérique (Grand prix 2005 du meilleur téléfilm à Saint-Tropez)
- 2007 : Pas tout de suite... (France 2)
- 2010 : Le Désamour (France 2).